# Valthornssnäckor
Valthornssnäckor (Buccinidae) är en familj av snäckor. Valthornssnäckor ingår i ordningen Neogastropoda, klassen snäckor, fylumet blötdjur och riket djur. Enligt Catalogue of Life omfattar familjen Buccinidae 296 arter.

## Bildgalleri

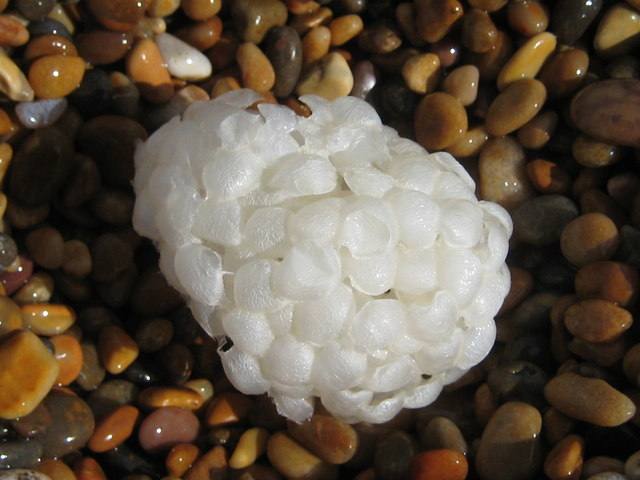
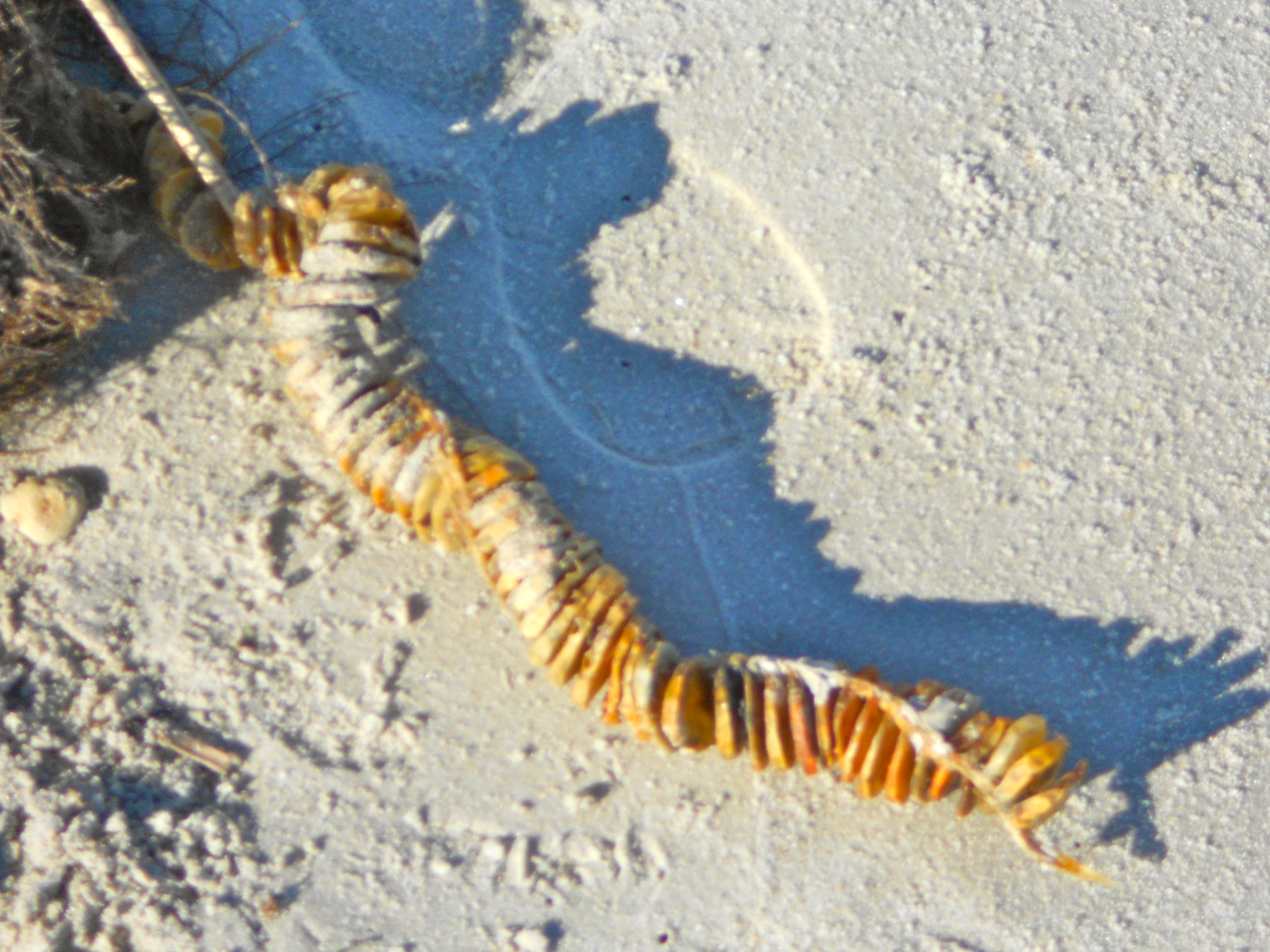
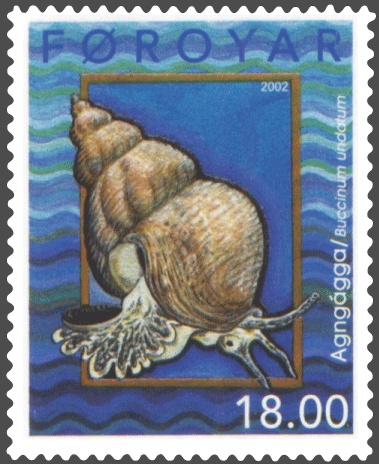
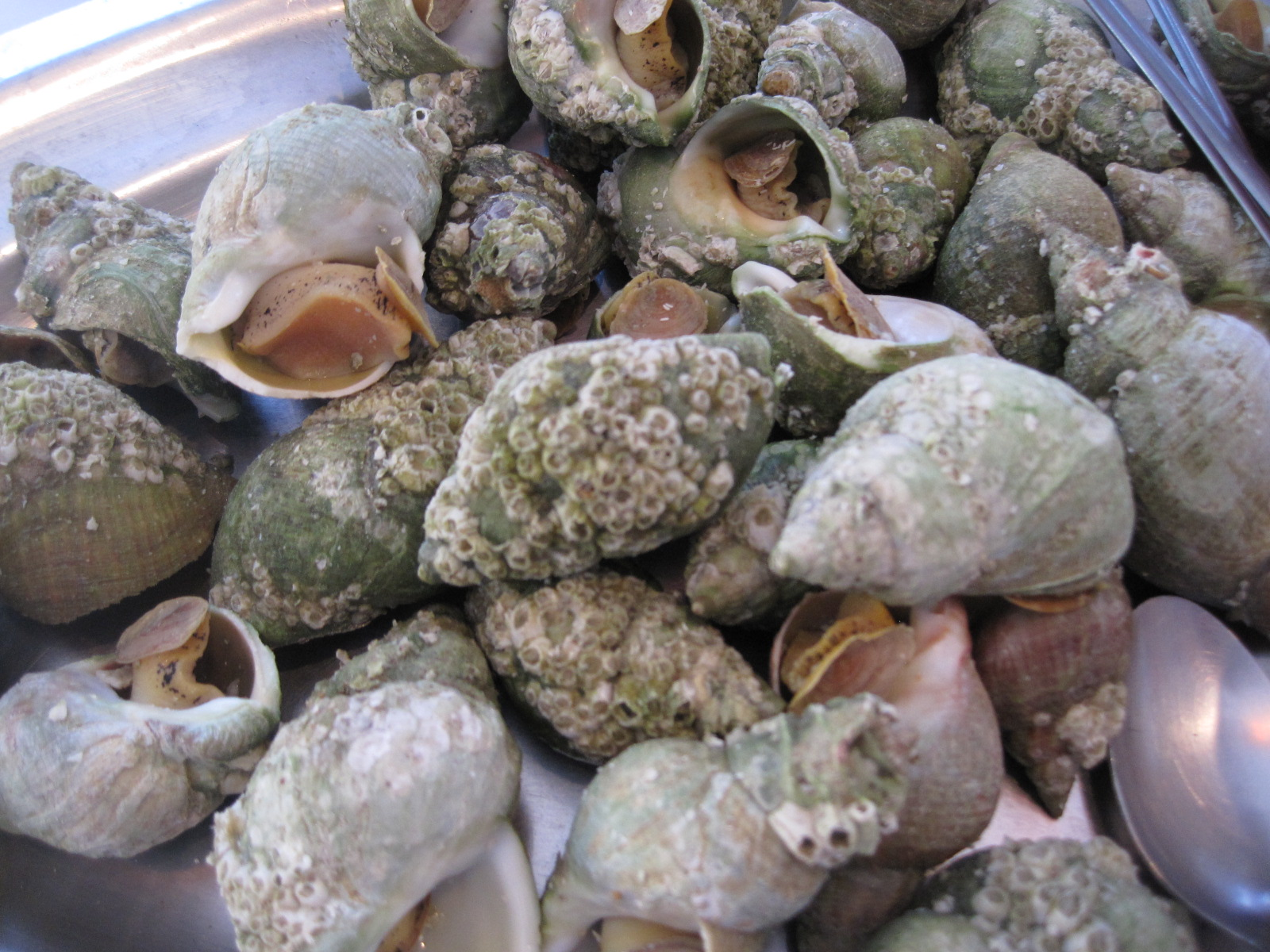
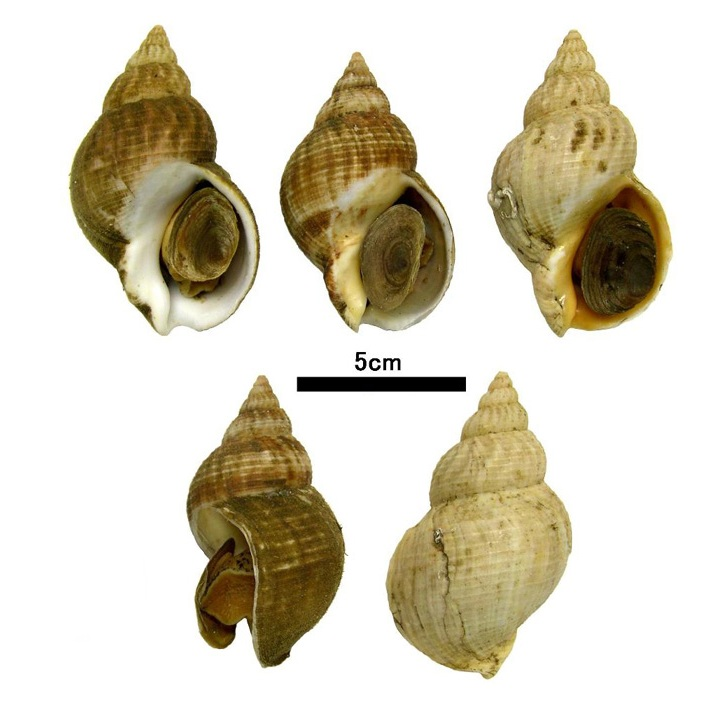
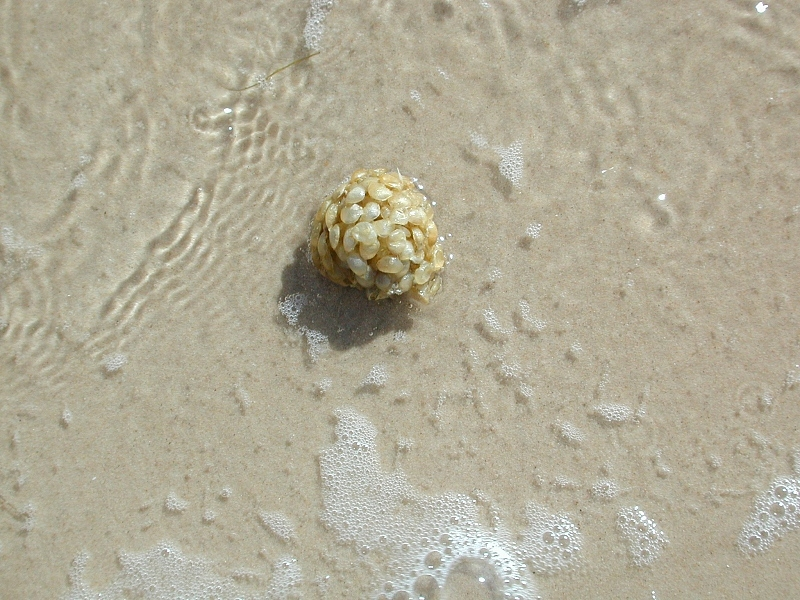

## Dottertaxa till Valthornssnäckor, i alfabetisk ordning[1][2]
- Aeneator
- Ancistrolepis
- Antarctodomus
- Antillophos
- Austrofusus
- Bailya
- Bartschia
- Bathybuccinum
- Belomitra
- Beringius
- Buccinulum
- Buccinum
- Cantharus
- Chauvetea
- Chauvetia
- Clinopegma
- Colubraria
- Colus
- Cominella
- Cumia
- Engina
- Engoniophos
- Eosipho
- Euthrenopsis
- Habevolutopsius
- Iredalula
- Kelletia
- Kryptos
- Liomesus
- Lirabuccinum
- Lussivolutopsius
- Metula
- Mohnia
- Monostiolum
- Morrisonella
- Muricantharus
- Nassaria
- Neoberingius
- Neptunea
- Pareuthria
- Parviphos
- Penion
- Phos
- Pisania
- Plicifusus
- Pollia
- Pseudoliomesus
- Ptychosalpinx
- Pyrulofusus
- Retimohnia
- Searlesia
- Sulcosinus
- Turrisipho
- Volutharpa
- Volutopsion
- Volutopsius